# Championnat du monde féminin de handball 2021
Cet article traite du championnat féminin 2021. Pour le championnat masculin, voir Championnat du monde masculin de handball 2021.
Navigation
Japon 2019 Danemark, Norvège et Suède 2023
Le Championnat du monde féminin de handball 2021 est la 25e édition du Championnat du monde féminin de handball et a lieu du 1er au 19 décembre 2021 en Espagne. Les Pays-Bas, vainqueurs en 2019, remettent leur titre en jeu. Il s'agit de la première édition du championnat du monde de handball féminin à réunir 32 équipes.
La Norvège remporte son quatrième titre dans la compétition en battant en finale la France qui ne sera pas parvenue à réaliser le doublé après le titre olympique remporté 4 mois plus tôt. Grâce à sa victoire face au pays hôte espagnol, le Danemark glane la médaille de bronze, il s'agit de sa première médaille depuis 2013.

## Présentation

### Qualifications
En mars 2019, la Fédération internationale de handball (IHF) a dévoilé les nouvelles règles de qualification pour les championnats du monde, :
- 1 place pour le pays organisateur ;
- 1 place pour le tenant du titre ;
- en plus de 4 places attribuées pour l'Afrique, pour les Amériques (1 pour la zone Amérique du Nord et Caraïbes et 3 pour l'Amérique du Sud et l'Amérique Centrale), pour l'Asie et pour l'Europe, 12 places dites de « performance » sont offertes aux différents continents en fonction du classement (places 1 à 12) du Mondial précédent ;
- 0 ou 1 place pour l'Océanie, dans le cas où l'équipe de ce continent termine cinquième ou mieux au Championnat d'Asie ;
- 1 ou 2 invitation(s) (Wild card), suivant le cas de l'Océanie.

En conséquence du classement final du championnat du monde 2019 (10 équipes européennes et plus du Japon et de la Corée du Sud parmi les 12 premiers), la distribution des 12 places « performance »  pour le Championnat du monde 2021 est :
- Afrique : 0 place (en plus des 4 places de base) ;
- Amériques : 0 place (en plus des 4 places de base) ;
- Asie : 2 places (en plus des 4 places de base) ;
- Europe: 10 places (en plus des 4 places de base).

Dès lors, la distribution des 32 places est :
| Continent                    | Place(s) | Moyen de qualification                  | Date                 | Nations qualifiées                                                                            |
| ---------------------------- | -------- | --------------------------------------- | -------------------- | --------------------------------------------------------------------------------------------- |
| —                            | 1        | Organisateur                            | 28 janvier 2017      | Espagne                                                                                       |
| —                            | 1        | Vainqueur du Championnat du monde 2019  | 15 décembre 2019     | Pays-Bas                                                                                      |
| Europe (EHF)                 | 14       | Championnat d'Europe 2020               | 3-20 décembre 2020   | Norvège, France, Croatie, Danemark                                                            |
| Europe (EHF)                 | 14       | Qualifications européennes (en)         | 16-21 avril 2021     | Allemagne, Autriche, Hongrie, Monténégro, Roumanie, Russie, Serbie, Slovénie, Suède, Tchéquie |
| Afrique (CAHB)               | 4        | Championnat d'Afrique 2021              | 8-18 juin 2021       | Angola, Cameroun, Tunisie, Congo                                                              |
| Océanie (OCHF)               | 0        | —                                       | 8 août 2021          | néant                                                                                         |
| —                            | 2        | Invitation (Wild Card)                  | 8 août 2021          | Slovaquie, Pologne                                                                            |
| Am. Nord et Caraïbes (NACHC) | 1        | Championnat d'Am. Nord et Caraïbes 2021 | 23-27 août 2021      | Porto Rico                                                                                    |
| Asie (AHF)                   | 6        | Championnat d'Asie 2021 (en)            | 15-25 septembre 2021 | Corée du Sud, Japon, Kazakhstan, Iran, Ouzbékistan                                            |
| Asie (AHF)                   | 6        | Wild card                               | 23 septembre 2021    | Chine                                                                                         |
| Am. Sud et centrale (SCAHC)  | 3        | Championnat d'Am. Sud et centrale 2021  | 5-9 octobre 2021     | Brésil, Argentine, Paraguay                                                                   |

1. 1 2  Aucune équipe de l'Océanie (Australie ou Nouvelle-Zélande) ne s'étant inscrite au Championnat d'Asie 2021 (en) et donc ne pouvant terminer parmi les cinq premiers, une seconde invitation (Wild Card) est distribuée par l'IHF.
2. ↑  Privée du Championnat d'Asie 2021 (en) en raison des restrictions de voyage liée à la pandémie de Covid-19, la Chine s'est vue bénéficier d'une wild card par l'IHF, récupérant l'une des six places accordées à l'Asie.

### Équipes qualifiées
| Nation                                                                                                  | Apparitions précédentes | Apparitions précédentes | Apparitions précédentes |
| Nation                                                                                                  | Nb                      | Titres                  | Participations |
| --- | ----------------------- | ----------------------- | --- |
| Allemagne                                                                                               | 12                      | 1                       | 1993, 1995, 1997, 1999, 2003, 2005, 2007, 2009, 2011, 2013, 2015, 2017, 2019                                                                   |
| Angola                                                                                                  | 15                      | 0                       | 1990, 1993, 1995, 1997, 1999, 2001, 2003, 2005, 2007, 2009, 2011, 2013, 2015, 2017, 2019                                                       |
| Argentine                                                                                               | 10                      | 0                       | 1999, 2003, 2005, 2007, 2009, 2011, 2013, 2015, 2017, 2019                                                                                     |
| Autriche                                                                                                | 12                      | 0                       | 1957, 1986, 1990, 1993, 1995, 1997, 1999, 2001, 2003, 2005, 2007, 2009                                                                         |
| Brésil                                                                                                  | 13                      | 1                       | 1995, 1997, 1999, 2001, 2003, 2005, 2007, 2009, 2011, 2013, 2015, 2017, 2019                                                                   |
| Cameroun                                                                                                | 2                       | 0                       | 2005, 2017 |
| Chine                                                                                                   | 16                      | 0                       | 1986, 1990, 1993, 1995, 1997, 1999, 2001, 2003, 2005, 2007, 2009, 2011 2013, 2015, 2017, 2019                                                  |
| Congo                                                                                                   | 5                       | 0                       | 1982, 1999, 2001, 2007, 2009 |
| Corée du Sud                                                                                            | 18                      | 1                       | 1978, 1982, 1986, 1990, 1993, 1995, 1997, 1999, 2001, 2003, 2005, 2007, 2009, 2011, 2013, 2015, 2017, 2019                                     |
| Croatie                                                                                                 | 6                       | 0                       | 1995, 1997, 2003, 2015, 2007, 2011 |
| Danemark                                                                                                | 21                      | 1                       | 1957, 1962, 1965, 1971, 1973, 1975, 1990, 1993, 1995, 1997, 1999, 2001, 2003, 2005, 2009, 2011, 2013, 2015, 2017, 2019                         |
| Espagne                                                                                                 | 10                      | 0                       | 1993, 2001, 2003, 2007, 2009, 2011, 2013, 2015, 2017, 2019                                                                                     |
| France                                                                                                  | 14                      | 2                       | 1986, 1990, 1997, 1999, 2001, 2003, 2005, 2007, 2009, 2011, 2013, 2015, 2017, 2019                                                             |
| Hongrie                                                                                                 | 22                      | 1                       | 1957, 1962, 1965, 1971, 1973, 1975, 1978, 1982, 1986, 1993, 1995, 1997, 1999, 2001, 2003, 2005, 2007, 2009, 2013, 2015, 2017, 2019             |
| Iran | 0                       | 0                       | Première participation |
| Japon                                                                                                   | 19                      | 0                       | 1962, 1971, 1965, 1973, 1975, 1986, 1995, 1997, 1999, 2001, 2003, 2005, 2007, 2009, 2011, 2013, 2015, 2017, 2019                               |
| Kazakhstan                                                                                              | 5                       | 0                       | 2007, 2009, 2011, 2015, 2019 |
| Monténégro                                                                                              | 5                       | 0                       | 2011, 2013, 2015, 2017, 2019 |
| Norvège                                                                                                 | 20                      | 3                       | 1971, 1973, 1975, 1982, 1986, 1990, 1993, 1995, 1997, 1999, 2001, 2003, 2005, 2007, 2009, 2011, 2013, 2015, 2017, 2019                         |
| Ouzbékistan                                                                                             | 1                       | 0                       | 1997 |
| Paraguay                                                                                                | 3                       | 0                       | 2007, 2013, 2017 |
| Pays-Bas                                                                                                | 12                      | 1                       | 1971, 1973, 1975, 1986, 1999, 2001, 2005, 2011, 2013, 2015, 2017, 2019                                                                         |
| Pologne                                                                                                 | 16                      | 0                       | 1957, 1962, 1965, 1973, 1975, 1978, 1986, 1990, 1993, 1997, 1999, 2005, 2007, 2013, 2015, 2017                                                 |
| Porto Rico                                                                                              | 1                       | 0                       | 2015 |
| Rép. tchèque                                                                                            | 6                       | 0                       | 1995, 1997, 1999, 2003, 2013, 2017 |
| Roumanie                                                                                                | 24                      | 1                       | 1957, 1962, 1965, 1971, 1973, 1975, 1978, 1982, 1986, 1990, 1993, 1995, 1997, 1999, 2001, 2003, 2005, 2007, 2009, 2011, 2013, 2015, 2017, 2019 |
| Russie                                                                                                  | 13                      | 4                       | 1993, 1995, 1997, 1999, 2001, 2003, 2005, 2007, 2009, 2011, 2015, 2017, 2019                                                                   |
| Serbie                                                                                                  | 4                       | 0                       | 2013, 2015, 2017, 2019 |
| Slovaquie                                                                                               | 1                       | 0                       | 1995 |
| Slovénie                                                                                                | 6                       | 0                       | 1997, 2001, 2003, 2005, 2017, 2019 |
| Suède                                                                                                   | 10                      | 0                       | 1957, 1990, 1993, 1995, 2001, 2009, 2011, 2015, 2017, 2019                                                                                     |
| Tunisie                                                                                                 | 9                       | 0                       | 1975, 2001, 2003, 2007, 2009, 2011, 2013, 2015, 2017                                                                                           |
| En gras et en italique sont indiqués respectivement le champion et le pays hôte de l'édition concernée. |                         |                         | |

Si l'Iran participe pour la première fois à la compétition, la Roumanie a participé à toutes les éditions depuis la première en 1957.

### Lieux de compétition
| \| Castelló de la Plana Granollers Llíria Torrevieja \| Localisation des sites. En rouge, le lieu de la phase finale. |
| Castelló de la Plana Granollers Llíria Torrevieja                                                                     |

La compétition se déroule dans les communautés autonomes méditerranéennes valencienne et de Catalogne.
| Granollers                                                                      | Llíria                                               | Castelló de la Plana                                        | Torrevieja                                                  |
| ------------------------------------------------------------------------------- | ---------------------------------------------------- | ----------------------------------------------------------- | ----------------------------------------------------------- |
| Palais des sports                                                               | Polideportivo Pla de l'Arc                           | Palais municpal (es)                                        | Palais des sports (en)                                      |
| Capacité : 3 900                                                                | Capacité : 4 200                                     | Capacité : 5 263                                            | Capacité : 3 300                                            |
|                                                                                 |                                                      |                                                             |                                                             |
| Tour préliminaire, groupes A et F Tour principal, groupes I et III Phase finale | Tour préliminaire, groupes B et E Coupe du président | Tour préliminaire, groupes C et G Tour principal, groupe II | Tour préliminaire, groupes D et H Tour principal, groupe IV |

### Arbitres
Les 18 paires de Juges-arbitres sont :
- Yousef Belkhiri et Sid Ali Hamidi
- Maike Merz et Tanja Kuttler
- María Paolantoni et Mariana García
- Amar Konjičanin et Dino Konjičanin
- Koo Bo-ok et Lee Se-ok
- Davor Lončar et Zoran Lončar
- Karina Christiansen et Line Hansen
- Yasmina El-Saied et Heidy El-Saied
- Javier Álvarez et Ion Bustamante
- Karim Gasmi et Raouf Gasmi
- Alexei Covalciuc et Igor Covalciuc
- Novica Mitrović et Miljan Vešović
- Cristina Năstase et Simona Stancu
- Marta Sá et Vânia Sá
- Viktoria Alpaidze et Tatiana Berezkina
- Marko Sekulić et Vladimir Jovandić
- Samir Krichen et Samir Makhlouf
- Kürşad Erdoğan et İbrahim Özdeniz

### Tirage au sort
Le tirage au sort des groupes du tour préliminaire a eu lieu 12 août 2021 à Castelló de la Plana

## Tour préliminaire
Les trois premières équipes sont qualifiées pour le tour principal.
- Qualifié pour le tour principal.
- Reversé en coupe du président.

### Groupe A
|   | Équipe     | Pts | J | G | N | P | Bp | Bc | Diff |
| - | ---------- | --- | - | - | - | - | -- | -- | ---- |
| 1 | France     | 6   | 3 | 3 | 0 | 0 | 83 | 57 | 26   |
| 2 | Slovénie   | 3   | 3 | 1 | 1 | 1 | 71 | 72 | -1   |
| 3 | Monténégro | 2   | 3 | 1 | 0 | 2 | 67 | 72 | -5   |
| 4 | Angola     | 1   | 3 | 0 | 1 | 2 | 65 | 85 | -20  |

| 3 décembre 2021 18h00 | France           | 30–20   | Angola     | Palais des sports de Granollers, Granollers Affluence : 791 Arbitrage : Lončar, Lončar |
| 3 décembre 2021 18h00 | Foppa, Granier 4 | (13–9)  | Venâncio 5 | Palais des sports de Granollers, Granollers Affluence : 791 Arbitrage : Lončar, Lončar |
| 3 décembre 2021 18h00 | ×4               | Rapport | ×1 ×7      | Palais des sports de Granollers, Granollers Affluence : 791 Arbitrage : Lončar, Lončar |

| 3 décembre 2021 20h30 | Monténégro  | 18–28   | Slovénie | Palais des sports de Granollers, Granollers Affluence : 1 007 Arbitrage : Álvarez, Bustamante |
| 3 décembre 2021 20h30 | Radičević 7 | (8–16)  | Gros 6   | Palais des sports de Granollers, Granollers Affluence : 1 007 Arbitrage : Álvarez, Bustamante |
| 3 décembre 2021 20h30 | ×1 ×4       | Rapport | ×5       | Palais des sports de Granollers, Granollers Affluence : 1 007 Arbitrage : Álvarez, Bustamante |

| 5 décembre 2021 18h00 | Slovénie  | 18–29   | France      | Palais des sports de Granollers, Granollers Affluence : 1 211 Arbitrage : Sá, Sá |
| 5 décembre 2021 18h00 | Varagić 6 | (8–13)  | Nze Minko 6 | Palais des sports de Granollers, Granollers Affluence : 1 211 Arbitrage : Sá, Sá |
| 5 décembre 2021 18h00 | ×1 ×5     | Rapport | ×1 ×3       | Palais des sports de Granollers, Granollers Affluence : 1 211 Arbitrage : Sá, Sá |

| 5 décembre 2021 20h30 | Monténégro   | 30–20   | Angola   | Palais des sports de Granollers, Granollers Affluence : 1 310 Arbitrage : García, Paolantoni |
| 5 décembre 2021 20h30 | Radičević 12 | (11–9)  | Guialo 6 | Palais des sports de Granollers, Granollers Affluence : 1 310 Arbitrage : García, Paolantoni |
| 5 décembre 2021 20h30 | ×1 ×2        | Rapport | ×2 ×1    | Palais des sports de Granollers, Granollers Affluence : 1 310 Arbitrage : García, Paolantoni |

| 7 décembre 2021 18h00 | Angola    | 25–25   | Slovénie | Palais des sports de Granollers, Granollers Affluence : 1 450 Arbitrage : Stancu, Lovin |
| 7 décembre 2021 18h00 | Pascoal 7 | (14–13) | Gros 12  | Palais des sports de Granollers, Granollers Affluence : 1 450 Arbitrage : Stancu, Lovin |
| 7 décembre 2021 18h00 | ×2        | Rapport | ×1 ×2    | Palais des sports de Granollers, Granollers Affluence : 1 450 Arbitrage : Stancu, Lovin |

| 7 décembre 2021 20h30 | France      | 24–19   | Monténégro  | Palais des sports de Granollers, Granollers Affluence : 2 481 Arbitrage : Belkhiri, Hamidi |
| 7 décembre 2021 20h30 | Lassource 6 | (12–12) | Radičević 7 | Palais des sports de Granollers, Granollers Affluence : 2 481 Arbitrage : Belkhiri, Hamidi |
| 7 décembre 2021 20h30 | ×3 ×2       | Rapport | ×1 ×4 ×1    | Palais des sports de Granollers, Granollers Affluence : 2 481 Arbitrage : Belkhiri, Hamidi |

### Groupe B
|   | Équipe   | Pts | J | G | N | P | Bp | Bc  | Diff |
| - | -------- | --- | - | - | - | - | -- | --- | ---- |
| 1 | Russie   | 6   | 3 | 3 | 0 | 0 | 98 | 63  | 35   |
| 2 | Serbie   | 4   | 3 | 2 | 0 | 1 | 90 | 71  | 19   |
| 3 | Pologne  | 2   | 3 | 1 | 0 | 2 | 77 | 70  | 7    |
| 4 | Cameroun | 0   | 3 | 0 | 0 | 3 | 55 | 116 | -61  |

| 3 décembre 2021 18h00 | Russie    | 40–18   | Cameroun | Polideportivo Pla de L'Arc, Llíria Affluence : 690 Arbitrage : Koo, Lee |
| 3 décembre 2021 18h00 | Markova 6 | (17–10) | Ekoh 4   | Polideportivo Pla de L'Arc, Llíria Affluence : 690 Arbitrage : Koo, Lee |
| 3 décembre 2021 18h00 | ×3        | Rapport | ×3       | Polideportivo Pla de L'Arc, Llíria Affluence : 690 Arbitrage : Koo, Lee |

| 3 décembre 2021 20h30 | Serbie       | 25–21   | Pologne  | Polideportivo Pla de L'Arc, Llíria Affluence : 1 067 Arbitrage : Gasmi, Gasmi |
| 3 décembre 2021 20h30 | Janjušević 7 | (16–13) | Rosiak 6 | Polideportivo Pla de L'Arc, Llíria Affluence : 1 067 Arbitrage : Gasmi, Gasmi |
| 3 décembre 2021 20h30 | ×1 ×4        | Rapport | ×2 ×4    | Polideportivo Pla de L'Arc, Llíria Affluence : 1 067 Arbitrage : Gasmi, Gasmi |

| 5 décembre 2021 18h00 | Pologne  | 23–26   | Russie  | Polideportivo Pla de L'Arc, Llíria Affluence : 1 166 Arbitrage : Christiansen, Hansen |
| 5 décembre 2021 18h00 | Rosiak 8 | (10–16) | Ilina 8 | Polideportivo Pla de L'Arc, Llíria Affluence : 1 166 Arbitrage : Christiansen, Hansen |
| 5 décembre 2021 18h00 | ×2       | Rapport | ×1 ×3   | Polideportivo Pla de L'Arc, Llíria Affluence : 1 166 Arbitrage : Christiansen, Hansen |

| 5 décembre 2021 20h30 | Serbie      | 43–18   | Cameroun | Polideportivo Pla de L'Arc, Llíria Affluence : 1 086 Arbitrage : Belkhiri, Hamidi |
| 5 décembre 2021 20h30 | M. Agbaba 7 | (19–9)  | Ekoh 7   | Polideportivo Pla de L'Arc, Llíria Affluence : 1 086 Arbitrage : Belkhiri, Hamidi |
| 5 décembre 2021 20h30 | ×1          | Rapport | ×1 ×6    | Polideportivo Pla de L'Arc, Llíria Affluence : 1 086 Arbitrage : Belkhiri, Hamidi |

| 7 décembre 2021 18h00 | Cameroun | 19–33   | Pologne  | Polideportivo Pla de L'Arc, Llíria Affluence : 1 179 Arbitrage : Sá, Sá |
| 7 décembre 2021 18h00 | Ekoh 9   | (7–16)  | Roszak 9 | Polideportivo Pla de L'Arc, Llíria Affluence : 1 179 Arbitrage : Sá, Sá |
| 7 décembre 2021 18h00 | ×6       | Rapport | ×4       | Polideportivo Pla de L'Arc, Llíria Affluence : 1 179 Arbitrage : Sá, Sá |

| 7 décembre 2021 20h30 | Russie       | 32–22   | Serbie                   | Polideportivo Pla de L'Arc, Llíria Affluence : 1 500 Arbitrage : Merz, Kuttler |
| 7 décembre 2021 20h30 | Managarova 7 | (15–9)  | Radojević, Stoiljković 4 | Polideportivo Pla de L'Arc, Llíria Affluence : 1 500 Arbitrage : Merz, Kuttler |
| 7 décembre 2021 20h30 | ×3           | Rapport | ×1 ×4 ×1                 | Polideportivo Pla de L'Arc, Llíria Affluence : 1 500 Arbitrage : Merz, Kuttler |

### Groupe C
|   | Équipe     | Pts | J | G | N | P | Bp  | Bc  | Diff |
| - | ---------- | --- | - | - | - | - | --- | --- | ---- |
| 1 | Norvège    | 6   | 3 | 3 | 0 | 0 | 120 | 49  | 71   |
| 2 | Roumanie   | 4   | 3 | 2 | 0 | 1 | 99  | 61  | 38   |
| 3 | Kazakhstan | 2   | 3 | 1 | 0 | 2 | 66  | 109 | -43  |
| 4 | Iran       | 0   | 3 | 0 | 0 | 3 | 45  | 111 | -66  |

| 3 décembre 2021 18h00 | Roumanie       | 39–11   | Iran          | Palais municipal (es), Castelló de la Plana Affluence : 600 Arbitrage : Alpaidze, Berezkina |
| 3 décembre 2021 18h00 | Dincă, Laslo 6 | (20–3)  | Vatanparast 6 | Palais municipal (es), Castelló de la Plana Affluence : 600 Arbitrage : Alpaidze, Berezkina |
| 3 décembre 2021 18h00 | ×1             | Rapport | ×1 ×2         | Palais municipal (es), Castelló de la Plana Affluence : 600 Arbitrage : Alpaidze, Berezkina |

| 3 décembre 2021 20h30 | Norvège  | 46–18   | Kazakhstan    | Palais municipal (es), Castelló de la Plana Affluence : 900 Arbitrage : Erdoğan, Özdeniz |
| 3 décembre 2021 20h30 | Hovden 7 | (24–10) | Alexandrova 7 | Palais municipal (es), Castelló de la Plana Affluence : 900 Arbitrage : Erdoğan, Özdeniz |
| 3 décembre 2021 20h30 | ×1 ×3    | Rapport |               | Palais municipal (es), Castelló de la Plana Affluence : 900 Arbitrage : Erdoğan, Özdeniz |

| 5 décembre 2021 18h00 | Roumanie | 38–17   | Kazakhstan    | Palais municipal (es), Castelló de la Plana Affluence : 1 200 Arbitrage : El-Saied, El-Saied |
| 5 décembre 2021 18h00 | Moisă 6  | (14–9)  | Alexandrova 8 | Palais municipal (es), Castelló de la Plana Affluence : 1 200 Arbitrage : El-Saied, El-Saied |
| 5 décembre 2021 18h00 | ×3       | Rapport | ×1            | Palais municipal (es), Castelló de la Plana Affluence : 1 200 Arbitrage : El-Saied, El-Saied |

| 5 décembre 2021 20h30 | Iran             | 9–41    | Norvège            | Palais municipal (es), Castelló de la Plana Affluence : 850 Arbitrage : Konjičanin, Konjičanin |
| 5 décembre 2021 20h30 | trois joueuses 2 | (3–22)  | Røsberg Jacobsen 7 | Palais municipal (es), Castelló de la Plana Affluence : 850 Arbitrage : Konjičanin, Konjičanin |
| 5 décembre 2021 20h30 | ×3               | Rapport | ×1                 | Palais municipal (es), Castelló de la Plana Affluence : 850 Arbitrage : Konjičanin, Konjičanin |

| 7 décembre 2021 18h00 | Kazakhstan    | 31–25   | Iran      | Palais municipal (es), Castelló de la Plana Affluence : 1 400 Arbitrage : García, Paolantoni |
| 7 décembre 2021 18h00 | Alexandrova 8 | (14–10) | Kianara 6 | Palais municipal (es), Castelló de la Plana Affluence : 1 400 Arbitrage : García, Paolantoni |
| 7 décembre 2021 18h00 | ×6            | Rapport | ×4        | Palais municipal (es), Castelló de la Plana Affluence : 1 400 Arbitrage : García, Paolantoni |

| 7 décembre 2021 20h30 | Norvège    | 33–22   | Roumanie | Palais municipal (es), Castelló de la Plana Affluence : 3 200 Arbitrage : Mitrović, Vešović |
| 7 décembre 2021 20h30 | Brattset 7 | (17–11) | Laslo 6  | Palais municipal (es), Castelló de la Plana Affluence : 3 200 Arbitrage : Mitrović, Vešović |
| 7 décembre 2021 20h30 | ×2         | Rapport | ×2 ×4    | Palais municipal (es), Castelló de la Plana Affluence : 3 200 Arbitrage : Mitrović, Vešović |

### Groupe D
|   | Équipe      | Pts | J | G | N | P | Bp  | Bc  | Diff |
| - | ----------- | --- | - | - | - | - | --- | --- | ---- |
| 1 | Pays-BasT   | 5   | 3 | 2 | 1 | 0 | 144 | 63  | 81   |
| 2 | Suède       | 5   | 3 | 2 | 1 | 0 | 125 | 56  | 69   |
| 3 | Porto Rico  | 2   | 3 | 1 | 0 | 2 | 55  | 127 | -72  |
| 4 | Ouzbékistan | 0   | 3 | 0 | 0 | 3 | 56  | 134 | -78  |

| 3 décembre 2021 18h00 | Pays-Bas                   | 55–15   | Porto Rico | Palais des sports (en), Torrevieja Affluence : 548 Arbitrage : Covalciuc, Covalciuc |
| 3 décembre 2021 18h00 | Vollebregt, Van Wetering 8 | (23–6)  | Ceballos 5 | Palais des sports (en), Torrevieja Affluence : 548 Arbitrage : Covalciuc, Covalciuc |
| 3 décembre 2021 18h00 | ×1                         | Rapport |            | Palais des sports (en), Torrevieja Affluence : 548 Arbitrage : Covalciuc, Covalciuc |

| 3 décembre 2021 20h30 | Suède   | 46–15   | Ouzbékistan                    | Palais des sports (en), Torrevieja Affluence : 1 138 Arbitrage : Sekulić, Jovandić |
| 3 décembre 2021 20h30 | Lerby 6 | (22–11) | Khudoykulova, Razakbergenova 3 | Palais des sports (en), Torrevieja Affluence : 1 138 Arbitrage : Sekulić, Jovandić |
| 3 décembre 2021 20h30 | ×1      | Rapport | ×1                             | Palais des sports (en), Torrevieja Affluence : 1 138 Arbitrage : Sekulić, Jovandić |

| 5 décembre 2021 15h30 | Suède     | 48–10   | Porto Rico | Palais des sports (en), Torrevieja Affluence : 907 Arbitrage : Kuttler, Merz |
| 5 décembre 2021 15h30 | Hagman 19 | (26–5)  | Ceballos 3 | Palais des sports (en), Torrevieja Affluence : 907 Arbitrage : Kuttler, Merz |
| 5 décembre 2021 15h30 | ×2 ×4 ×1  | Rapport | ×5         | Palais des sports (en), Torrevieja Affluence : 907 Arbitrage : Kuttler, Merz |

À noter que la suédoise Nathalie Hagman a marqué 19 buts sur 21 tirs, soit deux buts de moins que le record établi par la macédonienne d'origine russe Natalia Todorovska en 2005.
| 5 décembre 2021 18h00 | Ouzbékistan                | 17–58   | Pays-Bas       | Palais des sports (en), Torrevieja Affluence : 1 009 Arbitrage : Mitrović, Vešović |
| 5 décembre 2021 18h00 | Abdumannonova, Bahromova 4 | (10–28) | Bont, Nüsser 7 | Palais des sports (en), Torrevieja Affluence : 1 009 Arbitrage : Mitrović, Vešović |
| 5 décembre 2021 18h00 | ×4                         | Rapport | ×1             | Palais des sports (en), Torrevieja Affluence : 1 009 Arbitrage : Mitrović, Vešović |

| 7 décembre 2021 18h00 | Porto Rico | 30–24   | Ouzbékistan     | Palais des sports (en), Torrevieja Affluence : 571 Arbitrage : Krichen, Makhlouf |
| 7 décembre 2021 18h00 | Ceballos 9 | (14–12) | Khudoykulova 10 | Palais des sports (en), Torrevieja Affluence : 571 Arbitrage : Krichen, Makhlouf |
| 7 décembre 2021 18h00 | ×2 ×4      | Rapport | ×1 ×2           | Palais des sports (en), Torrevieja Affluence : 571 Arbitrage : Krichen, Makhlouf |

| 7 décembre 2021 20h30 | Pays-Bas | 31–31   | Suède     | Palais des sports (en), Torrevieja Affluence : 1 825 Arbitrage : Konjičanin, Konjičanin |
| 7 décembre 2021 20h30 | Bont 6   | (17–18) | Roberts 8 | Palais des sports (en), Torrevieja Affluence : 1 825 Arbitrage : Konjičanin, Konjičanin |
| 7 décembre 2021 20h30 | ×3       | Rapport | ×3        | Palais des sports (en), Torrevieja Affluence : 1 825 Arbitrage : Konjičanin, Konjičanin |

### Groupe E
|   | Équipe    | Pts | J | G | N | P | Bp | Bc | Diff |
| - | --------- | --- | - | - | - | - | -- | -- | ---- |
| 1 | Allemagne | 6   | 3 | 3 | 0 | 0 | 92 | 67 | 25   |
| 2 | Hongrie   | 4   | 3 | 2 | 0 | 1 | 91 | 83 | 8    |
| 3 | Tchéquie  | 2   | 3 | 1 | 0 | 2 | 74 | 86 | -12  |
| 4 | Slovaquie | 0   | 3 | 0 | 0 | 3 | 74 | 95 | -21  |

| 2 décembre 2021 18h00 | Allemagne | 31–21   | Tchéquie         | Polideportivo Pla de L'Arc, Llíria Affluence : 375 Arbitrage : Belkhiri, Hamidi |
| 2 décembre 2021 18h00 | Maidhof 5 | (17–10) | trois joueuses 4 | Polideportivo Pla de L'Arc, Llíria Affluence : 375 Arbitrage : Belkhiri, Hamidi |
| 2 décembre 2021 18h00 | ×1 ×3     | Rapport | ×3 ×1            | Polideportivo Pla de L'Arc, Llíria Affluence : 375 Arbitrage : Belkhiri, Hamidi |

| 2 décembre 2021 20h30 | Hongrie          | 35–29   | Slovaquie  | Polideportivo Pla de L'Arc, Llíria Affluence : 448 Arbitrage : Christiansen, Hansen |
| 2 décembre 2021 20h30 | Háfra, Klujber 7 | (16–16) | Bíziková 8 | Polideportivo Pla de L'Arc, Llíria Affluence : 448 Arbitrage : Christiansen, Hansen |
| 2 décembre 2021 20h30 | ×2               | Rapport | ×3         | Polideportivo Pla de L'Arc, Llíria Affluence : 448 Arbitrage : Christiansen, Hansen |

| 4 décembre 2021 18h00 | Slovaquie            | 22–36   | Allemagne   | Polideportivo Pla de L'Arc, Llíria Affluence : 1 144 Arbitrage : Koo, Lee |
| 4 décembre 2021 18h00 | Bajčiová, Bíziková 4 | (12–17) | Grijseels 6 | Polideportivo Pla de L'Arc, Llíria Affluence : 1 144 Arbitrage : Koo, Lee |
| 4 décembre 2021 18h00 | ×3                   | Rapport | ×3          | Polideportivo Pla de L'Arc, Llíria Affluence : 1 144 Arbitrage : Koo, Lee |

| 4 décembre 2021 20h30 | Hongrie    | 32–29   | Tchéquie     | Polideportivo Pla de L'Arc, Llíria Affluence : 1 145 Arbitrage : Gasmi, Gasmi |
| 4 décembre 2021 20h30 | Klujber 11 | (17–15) | Jeřábková 10 | Polideportivo Pla de L'Arc, Llíria Affluence : 1 145 Arbitrage : Gasmi, Gasmi |
| 4 décembre 2021 20h30 | ×2 ×7      | Rapport | ×2           | Polideportivo Pla de L'Arc, Llíria Affluence : 1 145 Arbitrage : Gasmi, Gasmi |

| 6 décembre 2021 18h00 | Tchéquie             | 24–23   | Slovaquie | Polideportivo Pla de L'Arc, Llíria Affluence : 1 294 Arbitrage : Erdoğan, Özdeniz |
| 6 décembre 2021 18h00 | Jeřábková, Zachová 4 | (15–14) | Lancz 5   | Polideportivo Pla de L'Arc, Llíria Affluence : 1 294 Arbitrage : Erdoğan, Özdeniz |
| 6 décembre 2021 18h00 | ×3 ×1                | Rapport | ×2 ×1     | Polideportivo Pla de L'Arc, Llíria Affluence : 1 294 Arbitrage : Erdoğan, Özdeniz |

| 6 décembre 2021 20h30 | Allemagne            | 25–24   | Hongrie  | Polideportivo Pla de L'Arc, Llíria Affluence : 2 053 Arbitrage : Álvarez, Bustamante |
| 6 décembre 2021 20h30 | Maidhof, Schmelzer 5 | (14–9)  | Lukács 5 | Polideportivo Pla de L'Arc, Llíria Affluence : 2 053 Arbitrage : Álvarez, Bustamante |
| 6 décembre 2021 20h30 | ×1 ×3                | Rapport | ×3       | Polideportivo Pla de L'Arc, Llíria Affluence : 2 053 Arbitrage : Álvarez, Bustamante |

### Groupe F
|   | Équipe       | Pts | J | G | N | P | Bp  | Bc | Diff |
| - | ------------ | --- | - | - | - | - | --- | -- | ---- |
| 1 | Danemark     | 6   | 3 | 3 | 0 | 0 | 102 | 57 | 45   |
| 2 | Corée du Sud | 4   | 3 | 2 | 0 | 1 | 91  | 87 | 4    |
| 3 | Congo        | 2   | 3 | 1 | 0 | 2 | 74  | 94 | -20  |
| 4 | Tunisie      | 0   | 3 | 0 | 0 | 3 | 69  | 98 | -29  |

| 2 décembre 2021 18h00 | Corée du Sud | 37–23   | Congo  | Palais des sports de Granollers, Granollers Affluence : 641 Arbitrage : García, Paolantoni |
| 2 décembre 2021 18h00 | Kim S. 6     | (22–11) | Nkou 5 | Palais des sports de Granollers, Granollers Affluence : 641 Arbitrage : García, Paolantoni |
| 2 décembre 2021 18h00 | ×1 ×3        | Rapport | ×3     | Palais des sports de Granollers, Granollers Affluence : 641 Arbitrage : García, Paolantoni |

| 2 décembre 2021 20h30 | Danemark   | 35–16   | Tunisie  | Palais des sports de Granollers, Granollers Affluence : 727 Arbitrage : Sá, Sá |
| 2 décembre 2021 20h30 | Heindahl 6 | (16–8)  | Amiche 4 | Palais des sports de Granollers, Granollers Affluence : 727 Arbitrage : Sá, Sá |
| 2 décembre 2021 20h30 | ×5         | Rapport | ×3       | Palais des sports de Granollers, Granollers Affluence : 727 Arbitrage : Sá, Sá |

| 4 décembre 2021 18h00 | Corée du Sud | 31–29   | Tunisie  | Palais des sports de Granollers, Granollers Affluence : 491 Arbitrage : Stancu, Lovin |
| 4 décembre 2021 18h00 | Ryu 7        | (14–14) | Rezgui 6 | Palais des sports de Granollers, Granollers Affluence : 491 Arbitrage : Stancu, Lovin |
| 4 décembre 2021 18h00 | ×4           | Rapport | ×2       | Palais des sports de Granollers, Granollers Affluence : 491 Arbitrage : Stancu, Lovin |

| 4 décembre 2021 20h30 | Congo      | 18–33   | Danemark | Palais des sports de Granollers, Granollers Affluence : 611 Arbitrage : Lončar, Lončar |
| 4 décembre 2021 20h30 | Ngombele 5 | (7–18)  | Nolsøe 6 | Palais des sports de Granollers, Granollers Affluence : 611 Arbitrage : Lončar, Lončar |
| 4 décembre 2021 20h30 | ×4         | Rapport | ×5       | Palais des sports de Granollers, Granollers Affluence : 611 Arbitrage : Lončar, Lončar |

| 6 décembre 2021 18h00 | Tunisie   | 24–33   | Congo    | Palais des sports de Granollers, Granollers Affluence : 972 Arbitrage : Covalciuc, Covalciuc |
| 6 décembre 2021 18h00 | Hachana 7 | (9–18)  | Yimga 11 | Palais des sports de Granollers, Granollers Affluence : 972 Arbitrage : Covalciuc, Covalciuc |
| 6 décembre 2021 18h00 | ×2 ×1     | Rapport | ×3 ×5    | Palais des sports de Granollers, Granollers Affluence : 972 Arbitrage : Covalciuc, Covalciuc |

| 6 décembre 2021 20h30 | Danemark  | 35–23   | Corée du Sud | Palais des sports de Granollers, Granollers Affluence : 1 502 Arbitrage : Gasmi, Gasmi |
| 6 décembre 2021 20h30 | Iversen 6 | (19–14) | Ryu 9        | Palais des sports de Granollers, Granollers Affluence : 1 502 Arbitrage : Gasmi, Gasmi |
| 6 décembre 2021 20h30 | ×2        | Rapport | ×2           | Palais des sports de Granollers, Granollers Affluence : 1 502 Arbitrage : Gasmi, Gasmi |

### Groupe G
|   | Équipe   | Pts | J | G | N | P | Bp | Bc  | Diff |
| - | -------- | --- | - | - | - | - | -- | --- | ---- |
| 1 | Brésil   | 6   | 3 | 3 | 0 | 0 | 92 | 69  | 23   |
| 2 | Japon    | 4   | 3 | 2 | 0 | 1 | 93 | 72  | 21   |
| 3 | Croatie  | 2   | 3 | 1 | 0 | 2 | 89 | 74  | 15   |
| 4 | Paraguay | 0   | 3 | 0 | 0 | 3 | 52 | 111 | -59  |

| 2 décembre 2021 18h00 | Croatie    | 25–30   | Brésil     | Palais municipal (es), Castelló de la Plana Affluence : 700 Arbitrage : El-Saied, El-Saied |
| 2 décembre 2021 18h00 | Blažević 7 | (12–18) | De Paula 7 | Palais municipal (es), Castelló de la Plana Affluence : 700 Arbitrage : El-Saied, El-Saied |
| 2 décembre 2021 18h00 | ×1 ×3      | Rapport | ×1 ×3      | Palais municipal (es), Castelló de la Plana Affluence : 700 Arbitrage : El-Saied, El-Saied |

| 2 décembre 2021 20h30 | Japon               | 40–17   | Paraguay           | Palais municipal (es), Castelló de la Plana Affluence : 400 Arbitrage : Konjičanin, Konjičanin |
| 2 décembre 2021 20h30 | Aizawa, Yoshidome 6 | (19–10) | Fiore, Fernández 4 | Palais municipal (es), Castelló de la Plana Affluence : 400 Arbitrage : Konjičanin, Konjičanin |
| 2 décembre 2021 20h30 | ×6                  | Rapport | ×2                 | Palais municipal (es), Castelló de la Plana Affluence : 400 Arbitrage : Konjičanin, Konjičanin |

| 4 décembre 2021 18h00 | Paraguay | 16–38   | Croatie          | Palais municipal (es), Castelló de la Plana Affluence : 550 Arbitrage : Erdoğan, Özdeniz |
| 4 décembre 2021 18h00 | Acuña 5  | (5–15)  | Blažević, Turk 6 | Palais municipal (es), Castelló de la Plana Affluence : 550 Arbitrage : Erdoğan, Özdeniz |
| 4 décembre 2021 18h00 | ×8       | Rapport | ×1 ×5            | Palais municipal (es), Castelló de la Plana Affluence : 550 Arbitrage : Erdoğan, Özdeniz |

| 4 décembre 2021 20h30 | Japon            | 25–29   | Brésil    | Palais municipal (es), Castelló de la Plana Affluence : 890 Arbitrage : Christiansen, Hansen |
| 4 décembre 2021 20h30 | trois joueuses 4 | (15–12) | Cardoso 7 | Palais municipal (es), Castelló de la Plana Affluence : 890 Arbitrage : Christiansen, Hansen |
| 4 décembre 2021 20h30 | ×5               | Rapport | ×1 ×2     | Palais municipal (es), Castelló de la Plana Affluence : 890 Arbitrage : Christiansen, Hansen |

| 6 décembre 2021 18h00 | Brésil     | 33–19   | Paraguay             | Palais municipal (es), Castelló de la Plana Affluence : 850 Arbitrage : Koo, Lee |
| 6 décembre 2021 18h00 | Quintino 6 | (20–7)  | Fernández, Mendoza 3 | Palais municipal (es), Castelló de la Plana Affluence : 850 Arbitrage : Koo, Lee |
| 6 décembre 2021 18h00 | ×1 ×4      | Rapport | ×1                   | Palais municipal (es), Castelló de la Plana Affluence : 850 Arbitrage : Koo, Lee |

| 6 décembre 2021 20h30 | Croatie  | 26–28   | Japon      | Palais municipal (es), Castelló de la Plana Affluence : 1 100 Arbitrage : Alpaidze, Berezkina |
| 6 décembre 2021 20h30 | Kalaus 6 | (14–14) | Nakayama 9 | Palais municipal (es), Castelló de la Plana Affluence : 1 100 Arbitrage : Alpaidze, Berezkina |
| 6 décembre 2021 20h30 | ×1 ×4    | Rapport | ×7         | Palais municipal (es), Castelló de la Plana Affluence : 1 100 Arbitrage : Alpaidze, Berezkina |

### Groupe H
|   | Équipe    | Pts | J | G | N | P | Bp | Bc  | Diff |
| - | --------- | --- | - | - | - | - | -- | --- | ---- |
| 1 | Espagne   | 6   | 3 | 3 | 0 | 0 | 93 | 50  | 43   |
| 2 | Argentine | 4   | 3 | 2 | 0 | 1 | 80 | 82  | -2   |
| 3 | Autriche  | 2   | 3 | 1 | 0 | 2 | 86 | 89  | -3   |
| 4 | Chine     | 0   | 3 | 0 | 0 | 3 | 69 | 107 | -38  |

| 1 décembre 2021 20h30 | Espagne           | 29–13   | Argentine        | Palais des sports (en), Torrevieja Affluence : 2 080 Arbitrage : Alpaidze, Berezkina |
| 1 décembre 2021 20h30 | Barbosa, Campos 5 | (11–10) | Karsten, Urban 3 | Palais des sports (en), Torrevieja Affluence : 2 080 Arbitrage : Alpaidze, Berezkina |
| 1 décembre 2021 20h30 | ×2 ×4             | Rapport | ×5               | Palais des sports (en), Torrevieja Affluence : 2 080 Arbitrage : Alpaidze, Berezkina |

À noter que le match s'est conclu sur un 17-1 pour l'Espagne alors que les deux équipes étaient à égalité 12-12 à la 34e minute.
| 2 décembre 2021 18h00 | Autriche | 38–27   | Chine   | Palais des sports (en), Torrevieja Affluence : 250 Arbitrage : Mitrović, Vešović |
| 2 décembre 2021 18h00 | Pandza 9 | (22–13) | Zhang 8 | Palais des sports (en), Torrevieja Affluence : 250 Arbitrage : Mitrović, Vešović |
| 2 décembre 2021 18h00 | ×4       | Rapport | ×2 ×9   | Palais des sports (en), Torrevieja Affluence : 250 Arbitrage : Mitrović, Vešović |

| 4 décembre 2021 18h00 | Autriche  | 29–31   | Argentine  | Palais des sports (en), Torrevieja Affluence : 1 622 Arbitrage : Krichen, Makhlouf |
| 4 décembre 2021 18h00 | Pandza 10 | (14–18) | Karsten 11 | Palais des sports (en), Torrevieja Affluence : 1 622 Arbitrage : Krichen, Makhlouf |
| 4 décembre 2021 18h00 | ×2 ×8 ×1  | Rapport | ×4         | Palais des sports (en), Torrevieja Affluence : 1 622 Arbitrage : Krichen, Makhlouf |

| 4 décembre 2021 20h30 | Chine     | 18–33   | Espagne   | Palais des sports (en), Torrevieja Affluence : 2 619 Arbitrage : Covalciuc, Covalciuc |
| 4 décembre 2021 20h30 | Wang S. 3 | (7–16)  | Barbosa 5 | Palais des sports (en), Torrevieja Affluence : 2 619 Arbitrage : Covalciuc, Covalciuc |
| 4 décembre 2021 20h30 | ×1 ×5 ×1  | Rapport | ×1 ×2     | Palais des sports (en), Torrevieja Affluence : 2 619 Arbitrage : Covalciuc, Covalciuc |

| 6 décembre 2021 18h00 | Argentine | 36–24   | Chine | Palais des sports (en), Torrevieja Affluence : 1 326 Arbitrage : El-Saied, El-Saied |
| 6 décembre 2021 18h00 | Karsten 8 | (17–9)  | Jin 8 | Palais des sports (en), Torrevieja Affluence : 1 326 Arbitrage : El-Saied, El-Saied |
| 6 décembre 2021 18h00 |           | Rapport | ×6    | Palais des sports (en), Torrevieja Affluence : 1 326 Arbitrage : El-Saied, El-Saied |

| 6 décembre 2021 20h30 | Espagne  | 31–19   | Autriche | Palais des sports (en), Torrevieja Affluence : 3 000 Arbitrage : Sekulić, Jovandić |
| 6 décembre 2021 20h30 | Martín 9 | (14–6)  | Kovács 8 | Palais des sports (en), Torrevieja Affluence : 3 000 Arbitrage : Sekulić, Jovandić |
| 6 décembre 2021 20h30 | ×2       | Rapport | ×3       | Palais des sports (en), Torrevieja Affluence : 3 000 Arbitrage : Sekulić, Jovandić |

## Coupe du président

### Groupe PCI
|   | Équipe      | Pts | J | G | N | P | Bp  | Bc  | Diff |
| - | ----------- | --- | - | - | - | - | --- | --- | ---- |
| 1 | Angola      | 6   | 3 | 3 | 0 | 0 | 128 | 43  | 85   |
| 2 | Cameroun    | 4   | 3 | 2 | 0 | 1 | 98  | 75  | 23   |
| 3 | Ouzbékistan | 2   | 3 | 1 | 0 | 2 | 71  | 126 | -55  |
| 4 | Iran        | 0   | 3 | 0 | 0 | 3 | 57  | 110 | -53  |

| 9 décembre 2021 15h00 | Angola    | 35–24   | Cameroun | Polideportivo Pla de L'Arc, Llíria Affluence : 220 Arbitrage : Lovin, Stancu |
| 9 décembre 2021 15h00 | Kassoma 6 | (16–14) | Ekoh 7   | Polideportivo Pla de L'Arc, Llíria Affluence : 220 Arbitrage : Lovin, Stancu |
| 9 décembre 2021 15h00 | ×2 ×6 ×1  | Rapport | ×1 ×2    | Polideportivo Pla de L'Arc, Llíria Affluence : 220 Arbitrage : Lovin, Stancu |

| 9 décembre 2021 17h30 | Iran      | 32–37   | Ouzbékistan     | Polideportivo Pla de L'Arc, Llíria Affluence : 415 Arbitrage : El-Saied, El-Saied |
| 9 décembre 2021 17h30 | Ghasemi 9 | (18–20) | Khudoykulova 11 | Polideportivo Pla de L'Arc, Llíria Affluence : 415 Arbitrage : El-Saied, El-Saied |
| 9 décembre 2021 17h30 | ×1 ×3     | Rapport | ×1 ×3           | Polideportivo Pla de L'Arc, Llíria Affluence : 415 Arbitrage : El-Saied, El-Saied |

| 11 décembre 2021 15h00 | Angola    | 41–8    | Iran      | Polideportivo Pla de L'Arc, Llíria Affluence : 285 Arbitrage : Stancu, Lovin |
| 11 décembre 2021 15h00 | Kassoma 8 | (24–4)  | Kianara 4 | Polideportivo Pla de L'Arc, Llíria Affluence : 285 Arbitrage : Stancu, Lovin |
| 11 décembre 2021 15h00 | ×2 ×3     | Rapport | ×1        | Polideportivo Pla de L'Arc, Llíria Affluence : 285 Arbitrage : Stancu, Lovin |

| 11 décembre 2021 17h30 | Cameroun | 42–23   | Ouzbékistan | Polideportivo Pla de L'Arc, Llíria Affluence : 400 Arbitrage : Sá, Sá |
| 11 décembre 2021 17h30 | Ateba 14 | (19–6)  | Bahromova 6 | Polideportivo Pla de L'Arc, Llíria Affluence : 400 Arbitrage : Sá, Sá |
| 11 décembre 2021 17h30 | ×1       | Rapport | ×3          | Polideportivo Pla de L'Arc, Llíria Affluence : 400 Arbitrage : Sá, Sá |

| 13 décembre 2021 15h00 | Ouzbékistan | 11–52   | Angola    | Polideportivo Pla de L'Arc, Llíria Affluence : 50 Arbitrage : Sá, Sá |
| 13 décembre 2021 15h00 | Mirzaeva 3  | (5–30)  | Kassoma 8 | Polideportivo Pla de L'Arc, Llíria Affluence : 50 Arbitrage : Sá, Sá |
| 13 décembre 2021 15h00 | ×1          | Rapport | ×1 ×2     | Polideportivo Pla de L'Arc, Llíria Affluence : 50 Arbitrage : Sá, Sá |

| 13 décembre 2021 17h30 | Cameroun | 32–17   | Iran      | Polideportivo Pla de L'Arc, Llíria Affluence : 120 Arbitrage : Erdoğan, Özdeniz |
| 13 décembre 2021 17h30 | Ebanga 7 | (14–9)  | Kianara 5 | Polideportivo Pla de L'Arc, Llíria Affluence : 120 Arbitrage : Erdoğan, Özdeniz |
| 13 décembre 2021 17h30 | ×1       | Rapport | ×1        | Polideportivo Pla de L'Arc, Llíria Affluence : 120 Arbitrage : Erdoğan, Özdeniz |

### Groupe PCII
|   | Équipe    | Pts | J | G | N | P | Bp | Bc | Diff |
| - | --------- | --- | - | - | - | - | -- | -- | ---- |
| 1 | Slovaquie | 6   | 3 | 3 | 0 | 0 | 74 | 54 | 20   |
| 2 | Tunisie   | 4   | 3 | 2 | 0 | 1 | 72 | 59 | 13   |
| 3 | Paraguay  | 2   | 3 | 1 | 0 | 2 | 85 | 92 | -7   |
| 4 | Chine     | 0   | 3 | 0 | 0 | 3 | 24 | 50 | -26  |

| 8 décembre 2021 15h00 | Slovaquie  | 31–27   | Tunisie  | Polideportivo Pla de L'Arc, Llíria Affluence : 320 Arbitrage : Erdoğan, Özdeniz |
| 8 décembre 2021 15h00 | Bíziková 9 | (17–14) | Rezgui 6 | Polideportivo Pla de L'Arc, Llíria Affluence : 320 Arbitrage : Erdoğan, Özdeniz |
| 8 décembre 2021 15h00 | ×3         | Rapport | ×2       | Polideportivo Pla de L'Arc, Llíria Affluence : 320 Arbitrage : Erdoğan, Özdeniz |

| 8 décembre 2021 17h30 | Paraguay  | 30–24   | Chine | Polideportivo Pla de L'Arc, Llíria Affluence : 966 Arbitrage : Sá, Sá |
| 8 décembre 2021 17h30 | Mendoza 6 | (12–12) | Jin 9 | Polideportivo Pla de L'Arc, Llíria Affluence : 966 Arbitrage : Sá, Sá |
| 8 décembre 2021 17h30 | ×1 ×3     | Rapport | ×1 ×7 | Polideportivo Pla de L'Arc, Llíria Affluence : 966 Arbitrage : Sá, Sá |

| 10 décembre 2021 15h00 | Slovaquie | 33–27   | Paraguay       | Polideportivo Pla de L'Arc, Llíria Affluence : 120 Arbitrage : El-Saied, El-Saied |
| 10 décembre 2021 15h00 | Lancz 9   | (16–15) | Acuña, Fiore 8 | Polideportivo Pla de L'Arc, Llíria Affluence : 120 Arbitrage : El-Saied, El-Saied |
| 10 décembre 2021 15h00 | ×3 ×2     | Rapport | ×1 ×4          | Polideportivo Pla de L'Arc, Llíria Affluence : 120 Arbitrage : El-Saied, El-Saied |

| 10 décembre 2021 17h30 | Tunisie   | 10–0 | Chine | Polideportivo Pla de L'Arc, Llíria |
| 10 décembre 2021 17h30 | (forfait) |      |       | Polideportivo Pla de L'Arc, Llíria |

| 12 décembre 2021 15h00 | Chine     | 0–10 | Slovaquie | Polideportivo Pla de L'Arc, Llíria |
| 12 décembre 2021 15h00 | (forfait) |      |           | Polideportivo Pla de L'Arc, Llíria |

| 12 décembre 2021 17h30 | Tunisie   | 35–28   | Paraguay    | Polideportivo Pla de L'Arc, Llíria Affluence : 823 Arbitrage : Lovin, Stancu |
| 12 décembre 2021 17h30 | Hachana 8 | (17–11) | Fernández 8 | Polideportivo Pla de L'Arc, Llíria Affluence : 823 Arbitrage : Lovin, Stancu |
| 12 décembre 2021 17h30 | ×4        | Rapport | ×1 ×3       | Polideportivo Pla de L'Arc, Llíria Affluence : 823 Arbitrage : Lovin, Stancu |

### Matchs de classement
Match pour la 31e place
| 15 décembre 2021 10h00 | Iran | 10–0 | Chine | Polideportivo Pla de L'Arc, Llíria |
| 15 décembre 2021 10h00 | (–)  |      |       | Polideportivo Pla de L'Arc, Llíria |

Match pour la 29e place
| 15 décembre 2021 12h30 | Ouzbékistan | 33–39 | Paraguay | Polideportivo Pla de L'Arc, Llíria Arbitrage : El Saied, El Saied |
| 15 décembre 2021 12h30 | (19–19)     |       |          | Polideportivo Pla de L'Arc, Llíria Arbitrage : El Saied, El Saied |

Match pour la 27e place
| 15 décembre 2021 15h00 | Cameroun | 29–35 | Tunisie | Polideportivo Pla de L'Arc, Llíria |
| 15 décembre 2021 15h00 | (15–20)  |       |         | Polideportivo Pla de L'Arc, Llíria |

Match pour la 25e place
| 15 décembre 2021 17h30 | Angola | 23–21 | Slovaquie | Polideportivo Pla de L'Arc, Llíria |
| 15 décembre 2021 17h30 | (–)    |       |           | Polideportivo Pla de L'Arc, Llíria |

## Tour principal
- Qualifié pour les quarts de finale.
- Éliminé.

### Groupe I
|   | Équipe     | Pts | J | G | N | P | Bp  | Bc  | Diff |
| - | ---------- | --- | - | - | - | - | --- | --- | ---- |
| 1 | France     | 10  | 5 | 5 | 0 | 0 | 134 | 100 | 34   |
| 2 | Russie     | 7   | 5 | 3 | 1 | 1 | 143 | 129 | 14   |
| 3 | Serbie     | 6   | 5 | 3 | 0 | 2 | 124 | 125 | -1   |
| 4 | Pologne    | 4   | 5 | 2 | 0 | 3 | 120 | 131 | -11  |
| 5 | Slovénie   | 3   | 5 | 1 | 1 | 3 | 123 | 131 | -8   |
| 6 | Monténégro | 0   | 5 | 0 | 0 | 5 | 115 | 143 | -28  |

| 9 décembre 2021 15h30 | Russie  | 26–26   | Slovénie | Palais des sports de Granollers, Granollers Affluence : 385 Arbitrage : García, Paolantoni |
| 9 décembre 2021 15h30 | Ilina 7 | (14–15) | Stanko 7 | Palais des sports de Granollers, Granollers Affluence : 385 Arbitrage : García, Paolantoni |
| 9 décembre 2021 15h30 | ×2      | Rapport | ×1 ×6    | Palais des sports de Granollers, Granollers Affluence : 385 Arbitrage : García, Paolantoni |

| 9 décembre 2021 18h00 | Monténégro  | 25–27   | Serbie      | Palais des sports de Granollers, Granollers Affluence : 810 Arbitrage : Álvarez, Bustamante |
| 9 décembre 2021 18h00 | Radičević 8 | (18–14) | Radojević 8 | Palais des sports de Granollers, Granollers Affluence : 810 Arbitrage : Álvarez, Bustamante |
| 9 décembre 2021 18h00 | ×6          | Rapport | ×1          | Palais des sports de Granollers, Granollers Affluence : 810 Arbitrage : Álvarez, Bustamante |

| 9 décembre 2021 20h30 | France  | 26–16   | Pologne          | Palais des sports de Granollers, Granollers Affluence : 884 Arbitrage : Lončar, Lončar |
| 9 décembre 2021 20h30 | Foppa 5 | (14–9)  | trois joueuses 3 | Palais des sports de Granollers, Granollers Affluence : 884 Arbitrage : Lončar, Lončar |
| 9 décembre 2021 20h30 | ×1      | Rapport | ×4               | Palais des sports de Granollers, Granollers Affluence : 884 Arbitrage : Lončar, Lončar |

| 11 décembre 2021 15h30 | Monténégro           | 25–31   | Russie                     | Palais des sports de Granollers, Granollers Affluence : 843 Arbitrage : Erdoğan, Özdeniz |
| 11 décembre 2021 15h30 | Brnović, Radičević 7 | (10–18) | Fomina, Skorobogatchenko 6 | Palais des sports de Granollers, Granollers Affluence : 843 Arbitrage : Erdoğan, Özdeniz |
| 11 décembre 2021 15h30 | ×2 ×5                | Rapport | ×2 ×5                      | Palais des sports de Granollers, Granollers Affluence : 843 Arbitrage : Erdoğan, Özdeniz |

| 11 décembre 2021 18h00 | Serbie      | 19–22   | France  | Palais des sports de Granollers, Granollers Affluence : 975 Arbitrage : Álvarez, Bustamante |
| 11 décembre 2021 18h00 | Radojević 5 | (12–9)  | Zaadi 6 | Palais des sports de Granollers, Granollers Affluence : 975 Arbitrage : Álvarez, Bustamante |
| 11 décembre 2021 18h00 | ×2          | Rapport | ×1 ×5   | Palais des sports de Granollers, Granollers Affluence : 975 Arbitrage : Álvarez, Bustamante |

| 11 décembre 2021 20h30 | Slovénie | 26–27   | Pologne | Palais des sports de Granollers, Granollers Affluence : 902 Arbitrage : Covalciuc, Covalciuc |
| 11 décembre 2021 20h30 | Gros 8   | (13–12) | Nocuń 6 | Palais des sports de Granollers, Granollers Affluence : 902 Arbitrage : Covalciuc, Covalciuc |
| 11 décembre 2021 20h30 | ×4       | Rapport | ×1      | Palais des sports de Granollers, Granollers Affluence : 902 Arbitrage : Covalciuc, Covalciuc |

| 13 décembre 2021 15h30 | Pologne  | 33–28   | Monténégro | Palais des sports de Granollers, Granollers Affluence : 320 Arbitrage : Paolantoni, García |
| 13 décembre 2021 15h30 | Rosiak 7 | (16-9)  | Brnović 6  | Palais des sports de Granollers, Granollers Affluence : 320 Arbitrage : Paolantoni, García |
| 13 décembre 2021 15h30 | ×1 ×3    | Rapport | ×2         | Palais des sports de Granollers, Granollers Affluence : 320 Arbitrage : Paolantoni, García |

| 13 décembre 2021 18h00 | Serbie        | 31–25   | Slovénie  | Palais des sports de Granollers, Granollers Affluence : 1 180 Arbitrage : Merz, Kuttler |
| 13 décembre 2021 18h00 | Stoiljković 7 | (19-14) | Varagić 5 | Palais des sports de Granollers, Granollers Affluence : 1 180 Arbitrage : Merz, Kuttler |
| 13 décembre 2021 18h00 | ×2 ×3         | Rapport | ×5        | Palais des sports de Granollers, Granollers Affluence : 1 180 Arbitrage : Merz, Kuttler |

| 13 décembre 2021 20h30 | Russie       | 28–33   | France          | Palais des sports de Granollers, Granollers Affluence : 2 620 Arbitrage : Álvarez, Bustamante |
| 13 décembre 2021 20h30 | Managarova 5 | (12-17) | Foppa, Pineau 5 | Palais des sports de Granollers, Granollers Affluence : 2 620 Arbitrage : Álvarez, Bustamante |
| 13 décembre 2021 20h30 | ×2           | Rapport | ×1 ×3           | Palais des sports de Granollers, Granollers Affluence : 2 620 Arbitrage : Álvarez, Bustamante |

### Groupe II
|   | Équipe     | Pts | J | G | N | P | Bp  | Bc  | Diff |
| - | ---------- | --- | - | - | - | - | --- | --- | ---- |
| 1 | Norvège    | 9   | 5 | 4 | 1 | 0 | 189 | 111 | 78   |
| 2 | Suède      | 8   | 5 | 3 | 2 | 0 | 198 | 121 | 77   |
| 3 | Pays-Bas   | 7   | 5 | 3 | 1 | 1 | 212 | 128 | 84   |
| 4 | Roumanie   | 4   | 5 | 2 | 0 | 3 | 163 | 135 | 28   |
| 5 | Porto Rico | 2   | 5 | 1 | 0 | 4 | 82  | 216 | -134 |
| 6 | Kazakhstan | 0   | 5 | 0 | 0 | 5 | 97  | 230 | -133 |

| 9 décembre 2021 15h30 | Pays-Bas       | 31–30   | Roumanie        | Palais municipal (es), Castelló de la Plana Affluence : 450 Arbitrage : Alpaidze, Berezkina |
| 9 décembre 2021 15h30 | Van Wetering 6 | (17–14) | Laslo, Pintea 6 | Palais municipal (es), Castelló de la Plana Affluence : 450 Arbitrage : Alpaidze, Berezkina |
| 9 décembre 2021 15h30 | ×2             | Rapport | ×1 ×3           | Palais municipal (es), Castelló de la Plana Affluence : 450 Arbitrage : Alpaidze, Berezkina |

| 9 décembre 2021 18h00 | Norvège       | 43–7    | Porto Rico       | Palais municipal (es), Castelló de la Plana Affluence : 350 Arbitrage : Erdoğan, Özdeniz |
| 9 décembre 2021 18h00 | S. Solberg 10 | (21–3)  | trois joueuses 2 | Palais municipal (es), Castelló de la Plana Affluence : 350 Arbitrage : Erdoğan, Özdeniz |
| 9 décembre 2021 18h00 | ×1            | Rapport | ×1               | Palais municipal (es), Castelló de la Plana Affluence : 350 Arbitrage : Erdoğan, Özdeniz |

| 9 décembre 2021 20h30 | Kazakhstan    | 20–55   | Suède     | Palais municipal (es), Castelló de la Plana Affluence : 290 Arbitrage : Koo, Lee |
| 9 décembre 2021 20h30 | Alexandrova 7 | (10–21) | Hagman 19 | Palais municipal (es), Castelló de la Plana Affluence : 290 Arbitrage : Koo, Lee |
| 9 décembre 2021 20h30 | ×2            | Rapport | ×1        | Palais municipal (es), Castelló de la Plana Affluence : 290 Arbitrage : Koo, Lee |

| 11 décembre 2021 15h30 | Roumanie     | 43–20   | Porto Rico          | Palais municipal (es), Castelló de la Plana Affluence : 650 Arbitrage : Mitrović, Vešović |
| 11 décembre 2021 15h30 | Dindiligan 7 | (20–9)  | Ceballos, Fuentes 4 | Palais municipal (es), Castelló de la Plana Affluence : 650 Arbitrage : Mitrović, Vešović |
| 11 décembre 2021 15h30 | ×2           | Rapport | ×3                  | Palais municipal (es), Castelló de la Plana Affluence : 650 Arbitrage : Mitrović, Vešović |

| 11 décembre 2021 18h00 | Kazakhstan    | 15–61   | Pays-Bas        | Palais municipal (es), Castelló de la Plana Affluence : 950 Arbitrage : Koo, Lee |
| 11 décembre 2021 18h00 | Alexandrova 5 | (9–27)  | Van Wetering 18 | Palais municipal (es), Castelló de la Plana Affluence : 950 Arbitrage : Koo, Lee |
| 11 décembre 2021 18h00 | ×3 ×1         | Rapport | ×1              | Palais municipal (es), Castelló de la Plana Affluence : 950 Arbitrage : Koo, Lee |

| 11 décembre 2021 20h30 | Suède    | 30–30   | Norvège       | Palais municipal (es), Castelló de la Plana Affluence : 2 100 Arbitrage : Kuttler, Merz |
| 11 décembre 2021 20h30 | Hagman 9 | (12–14) | Kristiansen 7 | Palais municipal (es), Castelló de la Plana Affluence : 2 100 Arbitrage : Kuttler, Merz |
| 11 décembre 2021 20h30 | ×1 ×4    | Rapport | ×2            | Palais municipal (es), Castelló de la Plana Affluence : 2 100 Arbitrage : Kuttler, Merz |

| 13 décembre 2021 15h30 | Porto Rico  | 30-27   | Kazakhstan    | Palais municipal (es), Castelló de la Plana Affluence : 250 Arbitrage : Koo, Lee |
| 13 décembre 2021 15h30 | Ceballos 13 | (13-11) | Alexandrova 8 | Palais municipal (es), Castelló de la Plana Affluence : 250 Arbitrage : Koo, Lee |
| 13 décembre 2021 15h30 | ×3          | Rapport | ×3            | Palais municipal (es), Castelló de la Plana Affluence : 250 Arbitrage : Koo, Lee |

| 13 décembre 2021 18h00 | Suède   | 34-30   | Roumanie | Palais municipal (es), Castelló de la Plana Affluence : 1 600 Arbitrage : Mitrović, Vešović |
| 13 décembre 2021 18h00 | Blohm 7 | (19–14) | Laslo 7  | Palais municipal (es), Castelló de la Plana Affluence : 1 600 Arbitrage : Mitrović, Vešović |
| 13 décembre 2021 18h00 | ×2 ×1   | Rapport | ×2 ×4    | Palais municipal (es), Castelló de la Plana Affluence : 1 600 Arbitrage : Mitrović, Vešović |

| 13 décembre 2021 20h30 | Pays-Bas   | 34-37   | Norvège   | Palais municipal (es), Castelló de la Plana Affluence : 2 500 Arbitrage : Konjičanin, Konjičanin |
| 13 décembre 2021 20h30 | Housheer 9 | (17-17) | Reistad 9 | Palais municipal (es), Castelló de la Plana Affluence : 2 500 Arbitrage : Konjičanin, Konjičanin |
| 13 décembre 2021 20h30 | ×4         | Rapport | ×3 ×2     | Palais municipal (es), Castelló de la Plana Affluence : 2 500 Arbitrage : Konjičanin, Konjičanin |

### Groupe III
|   | Équipe       | Pts | J | G | N | P | Bp  | Bc  | Diff |
| - | ------------ | --- | - | - | - | - | --- | --- | ---- |
| 1 | Danemark     | 10  | 5 | 5 | 0 | 0 | 159 | 90  | 69   |
| 2 | Allemagne    | 8   | 5 | 4 | 0 | 1 | 138 | 123 | 15   |
| 3 | Hongrie      | 6   | 5 | 3 | 0 | 2 | 140 | 134 | 6    |
| 4 | Corée du Sud | 4   | 5 | 2 | 0 | 3 | 148 | 156 | -8   |
| 5 | Tchéquie     | 2   | 5 | 1 | 0 | 4 | 114 | 145 | -31  |
| 6 | Congo        | 0   | 5 | 0 | 0 | 5 | 102 | 153 | -51  |

| 8 décembre 2021 15h30 | Tchéquie    | 26–32   | Corée du Sud | Palais des sports de Granollers, Granollers Affluence : 542 Arbitrage : Covalciuc, Covalciuc |
| 8 décembre 2021 15h30 | Cholevová 6 | (13–20) | Kim J. 8     | Palais des sports de Granollers, Granollers Affluence : 542 Arbitrage : Covalciuc, Covalciuc |
| 8 décembre 2021 15h30 | ×2          | Rapport | ×1 ×2        | Palais des sports de Granollers, Granollers Affluence : 542 Arbitrage : Covalciuc, Covalciuc |

| 8 décembre 2021 18h00 | Allemagne       | 29–18   | Congo        | Palais des sports de Granollers, Granollers Affluence : 1 558 Arbitrage : Belkhiri, Hamidi |
| 8 décembre 2021 18h00 | Stockschläder 6 | (15–7)  | Diagouraga 7 | Palais des sports de Granollers, Granollers Affluence : 1 558 Arbitrage : Belkhiri, Hamidi |
| 8 décembre 2021 18h00 | ×1 ×5           | Rapport | ×1 ×3        | Palais des sports de Granollers, Granollers Affluence : 1 558 Arbitrage : Belkhiri, Hamidi |

| 8 décembre 2021 20h30 | Danemark    | 30–19   | Hongrie  | Palais des sports de Granollers, Granollers Affluence : 1 921 Arbitrage : Lončar, Lončar |
| 8 décembre 2021 20h30 | Jørgensen 6 | (15–11) | Kácsor 4 | Palais des sports de Granollers, Granollers Affluence : 1 921 Arbitrage : Lončar, Lončar |
| 8 décembre 2021 20h30 | ×1 ×3       | Rapport | ×2 ×3    | Palais des sports de Granollers, Granollers Affluence : 1 921 Arbitrage : Lončar, Lončar |

| 10 décembre 2021 15h30 | Corée du Sud | 28–37   | Allemagne         | Palais des sports de Granollers, Granollers Affluence : 438 Arbitrage : Paolantoni, García |
| 10 décembre 2021 15h30 | Lee 6        | (16–19) | Bölk, Grijseels 8 | Palais des sports de Granollers, Granollers Affluence : 438 Arbitrage : Paolantoni, García |
| 10 décembre 2021 15h30 | ×4           | Rapport | ×1 ×6             | Palais des sports de Granollers, Granollers Affluence : 438 Arbitrage : Paolantoni, García |

| 10 décembre 2021 18h00 | Hongrie   | 30–22   | Congo      | Palais des sports de Granollers, Granollers Affluence : 583 Arbitrage : Covalciuc, Covalciuc |
| 10 décembre 2021 18h00 | Planéta 8 | (16–8)  | Ngombele 7 | Palais des sports de Granollers, Granollers Affluence : 583 Arbitrage : Covalciuc, Covalciuc |
| 10 décembre 2021 18h00 | ×3        | Rapport | ×2 ×4      | Palais des sports de Granollers, Granollers Affluence : 583 Arbitrage : Covalciuc, Covalciuc |

| 10 décembre 2021 20h30 | Tchéquie   | 14–29   | Danemark | Palais des sports de Granollers, Granollers Affluence : 1 019 Arbitrage : Belkhiri, Hamidi |
| 10 décembre 2021 20h30 | Kovářová 4 | (9–12)  | Friis 4  | Palais des sports de Granollers, Granollers Affluence : 1 019 Arbitrage : Belkhiri, Hamidi |
| 10 décembre 2021 20h30 | ×1 ×4      | Rapport | ×4       | Palais des sports de Granollers, Granollers Affluence : 1 019 Arbitrage : Belkhiri, Hamidi |

| 12 décembre 2021 15h30 | Congo           | 21–24   | Tchéquie  | Palais des sports de Granollers, Granollers Affluence : 620 Arbitrage : Lončar, Lončar |
| 12 décembre 2021 15h30 | Divoko, Yimga 4 | (11–11) | Zachová 6 | Palais des sports de Granollers, Granollers Affluence : 620 Arbitrage : Lončar, Lončar |
| 12 décembre 2021 15h30 | ×1 ×2           | Rapport | ×1 ×5     | Palais des sports de Granollers, Granollers Affluence : 620 Arbitrage : Lončar, Lončar |

| 12 décembre 2021 18h00 | Corée du Sud | 28–35   | Hongrie | Palais des sports de Granollers, Granollers Affluence : 1 019 Arbitrage : Covalciuc, Covalciuc |
| 12 décembre 2021 18h00 | Lee 6        | (13–17) | Háfra 8 | Palais des sports de Granollers, Granollers Affluence : 1 019 Arbitrage : Covalciuc, Covalciuc |
| 12 décembre 2021 18h00 | ×4           | Rapport | ×3      | Palais des sports de Granollers, Granollers Affluence : 1 019 Arbitrage : Covalciuc, Covalciuc |

| 12 décembre 2021 20h30 | Danemark         | 32–16   | Allemagne   | Palais des sports de Granollers, Granollers Affluence : 1 735 Arbitrage : Paolantoni, García |
| 12 décembre 2021 20h30 | trois joueuses 5 | (13–8)  | Grijseels 5 | Palais des sports de Granollers, Granollers Affluence : 1 735 Arbitrage : Paolantoni, García |
| 12 décembre 2021 20h30 | ×1 ×2            | Rapport | ×2 ×3 ×1    | Palais des sports de Granollers, Granollers Affluence : 1 735 Arbitrage : Paolantoni, García |

### Groupe IV
|   | Équipe    | Pts | J | G | N | P | Bp  | Bc  | Diff |
| - | --------- | --- | - | - | - | - | --- | --- | ---- |
| 1 | Espagne   | 10  | 5 | 5 | 0 | 0 | 142 | 105 | 37   |
| 2 | Brésil    | 8   | 5 | 4 | 0 | 1 | 145 | 127 | 18   |
| 3 | Japon     | 6   | 5 | 3 | 0 | 2 | 142 | 140 | 2    |
| 4 | Autriche  | 2   | 5 | 1 | 0 | 4 | 136 | 155 | -19  |
| 5 | Croatie   | 2   | 5 | 1 | 0 | 4 | 125 | 134 | -9   |
| 6 | Argentine | 2   | 5 | 1 | 0 | 4 | 112 | 141 | -29  |

L'Autriche, la Croatie et l'Argentine sont départagés selon les résultats obtenus entre eux :
1. Autriche : 2 points, +2 pour la différence de but et 56 buts marqués ;
2. Croatie : 2 points, +2 pour la différence de but et 51 buts marqués ;
3. Argentine : 2 points et -4 pour la différence de but.

| 8 décembre 2021 15h30 | Croatie   | 28–22   | Argentine       | Palais des sports (en), Torrevieja Affluence : 390 Arbitrage : Christiansen, Hansen |
| 8 décembre 2021 15h30 | Posavec 8 | (12–14) | Cavo, Mendoza 5 | Palais des sports (en), Torrevieja Affluence : 390 Arbitrage : Christiansen, Hansen |
| 8 décembre 2021 15h30 | ×2 ×6     | Rapport | ×2              | Palais des sports (en), Torrevieja Affluence : 390 Arbitrage : Christiansen, Hansen |

| 8 décembre 2021 18h00 | Brésil   | 38–31   | Autriche             | Palais des sports (en), Torrevieja Affluence : 606 Arbitrage : Gasmi, Gasmi |
| 8 décembre 2021 18h00 | Araujo 6 | (15–15) | I. Ivancok, Kovács 8 | Palais des sports (en), Torrevieja Affluence : 606 Arbitrage : Gasmi, Gasmi |
| 8 décembre 2021 18h00 | ×1 ×3    | Rapport | ×2 ×5                | Palais des sports (en), Torrevieja Affluence : 606 Arbitrage : Gasmi, Gasmi |

| 8 décembre 2021 20h30 | Espagne               | 28–26   | Japon               | Palais des sports (en), Torrevieja Affluence : 2 000 Arbitrage : Krichen, Makhlouf |
| 8 décembre 2021 20h30 | Barbosa, Etxeberria 5 | (15–15) | Aizawa, Matsumoto 7 | Palais des sports (en), Torrevieja Affluence : 2 000 Arbitrage : Krichen, Makhlouf |
| 8 décembre 2021 20h30 | ×1 ×2                 | Rapport | ×3                  | Palais des sports (en), Torrevieja Affluence : 2 000 Arbitrage : Krichen, Makhlouf |

| 10 décembre 2021 15h30 | Argentine | 19–24   | Brésil    | Palais des sports (en), Torrevieja Affluence : 200 Arbitrage : Konjičanin, Konjičanin |
| 10 décembre 2021 15h30 | Karsten 5 | (10–13) | Matieli 9 | Palais des sports (en), Torrevieja Affluence : 200 Arbitrage : Konjičanin, Konjičanin |
| 10 décembre 2021 15h30 | ×2        | Rapport | ×1 ×3 ×1  | Palais des sports (en), Torrevieja Affluence : 200 Arbitrage : Konjičanin, Konjičanin |

| 10 décembre 2021 18h00 | Japon    | 32–30   | Autriche     | Palais des sports (en), Torrevieja Affluence : 450 Arbitrage : Jovandić, Sekulić |
| 10 décembre 2021 18h00 | Kondo 6  | (15–19) | I. Ivancok 8 | Palais des sports (en), Torrevieja Affluence : 450 Arbitrage : Jovandić, Sekulić |
| 10 décembre 2021 18h00 | ×1 ×2 ×1 | Rapport | ×2           | Palais des sports (en), Torrevieja Affluence : 450 Arbitrage : Jovandić, Sekulić |

| 10 décembre 2021 20h30 | Croatie    | 23–27   | Espagne   | Palais des sports (en), Torrevieja Affluence : 2 200 Arbitrage : Gasmi, Gasmi |
| 10 décembre 2021 20h30 | Blažević 7 | (9–12)  | Barbosa 6 | Palais des sports (en), Torrevieja Affluence : 2 200 Arbitrage : Gasmi, Gasmi |
| 10 décembre 2021 20h30 | ×2 ×6      | Rapport | ×3        | Palais des sports (en), Torrevieja Affluence : 2 200 Arbitrage : Gasmi, Gasmi |

| 12 décembre 2021 15h30 | Argentine  | 27–31   | Japon            | Palais des sports (en), Torrevieja Affluence : 500 Arbitrage : Christiansen, Hansen |
| 12 décembre 2021 15h30 | Karsten 13 | (14–15) | trois joueuses 7 | Palais des sports (en), Torrevieja Affluence : 500 Arbitrage : Christiansen, Hansen |
| 12 décembre 2021 15h30 | ×1 ×3      | Rapport | ×4               | Palais des sports (en), Torrevieja Affluence : 500 Arbitrage : Christiansen, Hansen |

| 12 décembre 2021 18h00 | Autriche | 27–23   | Croatie  | Palais des sports (en), Torrevieja Affluence : 850 Arbitrage : Krichen, Makhlouf |
| 12 décembre 2021 18h00 | Kovács 7 | (12–13) | Kalaus 6 | Palais des sports (en), Torrevieja Affluence : 850 Arbitrage : Krichen, Makhlouf |
| 12 décembre 2021 18h00 | ×2 ×5 ×1 | Rapport | ×3       | Palais des sports (en), Torrevieja Affluence : 850 Arbitrage : Krichen, Makhlouf |

| 12 décembre 2021 20h30 | Espagne   | 27–24   | Brésil     | Palais des sports (en), Torrevieja Affluence : 3 000 Arbitrage : Sekulić, Jovandić |
| 12 décembre 2021 20h30 | Barbosa 7 | (12–10) | Quintino 6 | Palais des sports (en), Torrevieja Affluence : 3 000 Arbitrage : Sekulić, Jovandić |
| 12 décembre 2021 20h30 | ×3        | Rapport | ×3         | Palais des sports (en), Torrevieja Affluence : 3 000 Arbitrage : Sekulić, Jovandić |

## Phase finale
|  | Quarts de finale | Quarts de finale |                         |                         | Demi-finales           | Demi-finales           |    |  | Finale                  | Finale                  |
|  | Quarts de finale | Quarts de finale |                         |                         | Demi-finales           | Demi-finales           |    |  | Finale                  | Finale                  |
|  |                  |                  |                         |                         |                        |                        |    |  |                         |                         |
|  | 15 décembre 2021 | 15 décembre 2021 |                         |                         | 17 décembre 2021       | 17 décembre 2021       |    |  | 19 décembre 2021, 17h30 | 19 décembre 2021, 17h30 |
|  | 15 décembre 2021 | 15 décembre 2021 |                         |                         | 17 décembre 2021       | 17 décembre 2021       |    |  | 19 décembre 2021, 17h30 | 19 décembre 2021, 17h30 |
|  | France           | 31               |                         |                         | 17 décembre 2021       | 17 décembre 2021       |    |  | 19 décembre 2021, 17h30 | 19 décembre 2021, 17h30 |
|  | France           | 31               |                         |                         | 17 décembre 2021       | 17 décembre 2021       |    |  | 19 décembre 2021, 17h30 | 19 décembre 2021, 17h30 |
|  | Suède            | 26               |                         |                         | 17 décembre 2021       | 17 décembre 2021       |    |  | 19 décembre 2021, 17h30 | 19 décembre 2021, 17h30 |
|  | Suède            | 26               | France                  | 23                      |                        |                        |    |  | 19 décembre 2021, 17h30 | 19 décembre 2021, 17h30 |
|  | 14 décembre 2021 |                  | France                  | 23                      |                        |                        |    |  | 19 décembre 2021, 17h30 | 19 décembre 2021, 17h30 |
|  |                  | Danemark         | 22                      |                         |                        |                        |    |  | 19 décembre 2021, 17h30 | 19 décembre 2021, 17h30 |
|  | Danemark         | Danemark         | 22                      | 30                      |                        |                        |    |  | 19 décembre 2021, 17h30 | 19 décembre 2021, 17h30 |
|  | Danemark         |                  |                         | 30                      |                        |                        |    |  | 19 décembre 2021, 17h30 | 19 décembre 2021, 17h30 |
|  | Brésil           | 25               |                         |                         |                        |                        |    |  | 19 décembre 2021, 17h30 | 19 décembre 2021, 17h30 |
|  | Brésil           | 25               | France                  | 22                      |                        |                        |    |  |                         |                         |
|  | 15 décembre 2021 |                  | France                  | 22                      |                        |                        |    |  |                         |                         |
|  |                  | Norvège          | 29                      |                         |                        |                        |    |  |                         |                         |
|  | Norvège          | Norvège          | 29                      | 34                      |                        |                        |    |  |                         |                         |
|  | Norvège          | 17 décembre 2021 |                         | 34                      |                        |                        |    |  |                         |                         |
|  | Russie           | 28               |                         |                         |                        |                        |    |  |                         |                         |
|  | Russie           | 28               | Norvège                 | 27                      |                        |                        |    |  |                         |                         |
|  | 14 décembre 2021 | 14 décembre 2021 | Norvège                 | 27                      | Match pour la 3e place | Match pour la 3e place |    |  |                         |                         |
|  | 14 décembre 2021 | 14 décembre 2021 |                         | Espagne                 | Match pour la 3e place | Match pour la 3e place | 21 |  |                         |                         |
|  | Espagne          | 26               | 19 décembre 2021, 14h30 | 19 décembre 2021, 14h30 |                        |                        | 21 |  |                         |                         |
|  | Espagne          | 26               | 19 décembre 2021, 14h30 | 19 décembre 2021, 14h30 |                        |                        |    |  |                         |                         |
|  | Allemagne        | 21               |                         | Danemark                | 35                     |                        |    |  |                         |                         |
|  | Allemagne        | 21               |                         | Danemark                | 35                     |                        |    |  |                         |                         |
|  |                  |                  |                         |                         |                        |                        |    |  | Espagne                 | 28                      |
|  |                  |                  |                         |                         |                        |                        |    |  | Espagne                 | 28                      |

### Quarts de finale
| 14 décembre 2021 17h30 | Danemark       | 30 – 25 | Brésil                       | Palais des sports de Granollers, Granollers Affluence : 1 220 Arbitrage : Sekulić, Jovandić |
| 14 décembre 2021 17h30 | Lærke Nolsøe 6 | (14–13) | Adriana Cardoso de Castro 10 | Palais des sports de Granollers, Granollers Affluence : 1 220 Arbitrage : Sekulić, Jovandić |
| 14 décembre 2021 17h30 | ×5 ×1          | Rapport | ×1 ×4                        | Palais des sports de Granollers, Granollers Affluence : 1 220 Arbitrage : Sekulić, Jovandić |

| 14 décembre 2021 20h30 | Espagne         | 26 – 21 | Allemagne       | Palais des sports de Granollers, Granollers Affluence : 2 565 Arbitrage : Christiansen, Hansen |
| 14 décembre 2021 20h30 | Carmen Campos 7 | (14–10) | Julia Maidhof 6 | Palais des sports de Granollers, Granollers Affluence : 2 565 Arbitrage : Christiansen, Hansen |
| 14 décembre 2021 20h30 | ×2 ×1           | Rapport | ×1 ×3           | Palais des sports de Granollers, Granollers Affluence : 2 565 Arbitrage : Christiansen, Hansen |

| 15 décembre 2021 17h30 | Norvège     | 34 – 28 | Russie                      | Palais des sports de Granollers, Granollers Affluence : 870 Arbitrage : Merz, Kuttler |
| 15 décembre 2021 17h30 | Nora Mørk 9 | (19-15) | Markova, Skorobogatchenko 4 | Palais des sports de Granollers, Granollers Affluence : 870 Arbitrage : Merz, Kuttler |
| 15 décembre 2021 17h30 | ×1 ×2       | Rapport | ×1 ×3                       | Palais des sports de Granollers, Granollers Affluence : 870 Arbitrage : Merz, Kuttler |

| 15 décembre 2021 20h30 | France                         | 31 – 26 | Suède             | Palais des sports de Granollers, Granollers Affluence : 1 226 Arbitrage : Alpaidze, Berezkina |
| 15 décembre 2021 20h30 | Flippes, Lassource, Toublanc 4 | (15-15) | Nathalie Hagman 9 | Palais des sports de Granollers, Granollers Affluence : 1 226 Arbitrage : Alpaidze, Berezkina |
| 15 décembre 2021 20h30 | ×3                             | Rapport | ×2                | Palais des sports de Granollers, Granollers Affluence : 1 226 Arbitrage : Alpaidze, Berezkina |

### Demi-finales
| 17 décembre 2021 17h30 | France           | 23–22   | Danemark        | Palais des sports de Granollers, Granollers Affluence : 3 150 Arbitrage : Alvarez, Bustamante |
| 17 décembre 2021 17h30 | Pauletta Foppa 4 | (10-12) | Line Haugsted 5 | Palais des sports de Granollers, Granollers Affluence : 3 150 Arbitrage : Alvarez, Bustamante |
| 17 décembre 2021 17h30 | ×2 ×1            | Rapport | ×2 ×4           | Palais des sports de Granollers, Granollers Affluence : 3 150 Arbitrage : Alvarez, Bustamante |

| 17 décembre 2021 20h30 | Norvège     | 27–21   | Espagne               | Palais des sports de Granollers, Granollers Affluence : 3 150 Arbitrage : Merz, Kuttler |
| 17 décembre 2021 20h30 | Nora Mørk 8 | (11-11) | Alexandrina Barbosa 5 | Palais des sports de Granollers, Granollers Affluence : 3 150 Arbitrage : Merz, Kuttler |
| 17 décembre 2021 20h30 | ×3          | Rapport | ×3 ×2                 | Palais des sports de Granollers, Granollers Affluence : 3 150 Arbitrage : Merz, Kuttler |

### Match pour la troisième place
| 19 décembre 2021 14h30 | Danemark          | 35–28   | Espagne         | Palais des sports de Granollers, Granollers Affluence : 3 969 Arbitrage : Konjičanin, Konjičanin |
| 19 décembre 2021 14h30 | Louise Burgaard 7 | (16–13) | Carmen Martín 6 | Palais des sports de Granollers, Granollers Affluence : 3 969 Arbitrage : Konjičanin, Konjičanin |
| 19 décembre 2021 14h30 | ×1 ×3             | Rapport | ×1 ×4           | Palais des sports de Granollers, Granollers Affluence : 3 969 Arbitrage : Konjičanin, Konjičanin |

### Finale
| 19 décembre 2021 17h30 | France           | 22–29   | Norvège         | Palais des sports de Granollers, Granollers Affluence : 4 316 Arbitrage : Alpaidze, Berezkina |
| 19 décembre 2021 17h30 | Allison Pineau 4 | (16-12) | Henny Reistad 6 | Palais des sports de Granollers, Granollers Affluence : 4 316 Arbitrage : Alpaidze, Berezkina |
| 19 décembre 2021 17h30 | ×1 ×4            | Rapport | ×2 ×3           | Palais des sports de Granollers, Granollers Affluence : 4 316 Arbitrage : Alpaidze, Berezkina |

Durant les 29 premières minutes, la France étouffe la Norvège, l'empêche de marquer durant sept minutes et a plusieurs fois une avance de six buts et plusieurs balles de +7 (15-9 puis 16-10). Mais les Norvégiennes réduisent l'écart à -4 juste avant la pause (16-12). Au retour des vestiaires, l'équipe scandinave égalise à 16-16 en quelques minutes puis s'envole au score, notamment grâce à la gardienne Silje Solberg (onze arrêts dont sept consécutivement en deuxième période). La France traverse alors un « trou noir », encaissant un 19-5 en l'espace de 30 minutes pour finalement s'incliner 29-22,. L'évolution du score est :
Pour des raisons techniques, il est temporairement impossible d'afficher le graphique qui aurait dû être présenté ici.

## Classement final
Les équipes sont classées selon les critères suivants :
- Places 1 à 4 : suivant leurs résultats lors de la finale et du match pour la troisième place ;
- Places 5 à 8 : suivant leur classement lors du tour principal, puis le nombre de points marqués et enfin la différence de buts ;
- Places 9 à 24 : les équipes ayant terminé troisième du tour principal sont classées de la 9e à la 12e place, les quatrièmes de la 13e à la 16e place, les cinquièmes de la 17e à la 20e place place et les sixièmes de la 21e à la 24e place. Pour départager les quatre équipes, il faut considérer :
  1. le nombre de points gagnés (lors du tour principal) ;
  2. la différence de buts lors du tour principal ;
  3. le plus grand nombre de buts marqués lors du tour principal ;
  4. le cas échéant, les équipes sont départagées en fonction du nombre de points marqués, puis de la différence de buts et enfin du plus grand nombre de buts marqués lors du tour préliminaire ;
  5. en dernier recours, le départage est fait au tirage au sort.
- Places 25 à 32 : suivant leurs résultats lors des matchs de la Coupe du président.

Le classement final est :
| Rang                      | Équipe       | J  | G | N | P | Bp  | Bc  | Diff |
| ------------------------- | ------------ | -- | - | - | - | --- | --- | ---- |
| Médaille d'or, monde      | Norvège      | 9  | 8 | 1 | 0 | 320 | 191 | 129  |
| Médaille d'argent, monde  | France       | 9  | 8 | 0 | 1 | 240 | 197 | 43   |
| Médaille de bronze, monde | Danemark     | 9  | 8 | 0 | 1 | 280 | 181 | 99   |
| 4                         | Espagne      | 9  | 7 | 0 | 2 | 249 | 206 | 43   |
|                           |              |    |   |   |   |     |     |      |
| 5                         | Suède        | 7  | 4 | 2 | 1 | 270 | 167 | 103  |
| 6                         | Brésil       | 7  | 5 | 0 | 2 | 203 | 176 | 27   |
| 7                         | Allemagne    | 7  | 5 | 0 | 2 | 195 | 171 | 24   |
| 8                         | Russie       | 7  | 4 | 1 | 2 | 211 | 181 | 30   |
|                           |              |    |   |   |   |     |     |      |
| 9                         | Pays-Bas     | 6  | 4 | 1 | 1 | 270 | 145 | 125  |
| 10                        | Hongrie      | 6  | 4 | 0 | 2 | 175 | 163 | 12   |
| 11                        | Japon        | 6  | 4 | 0 | 2 | 182 | 157 | 25   |
| 12                        | Serbie       | 6  | 4 | 0 | 2 | 167 | 143 | 24   |
| 13                        | Roumanie     | 6  | 3 | 0 | 3 | 202 | 146 | 56   |
| 14                        | Corée du Sud | 6  | 3 | 0 | 3 | 179 | 185 | -6   |
| 15                        | Pologne      | 6  | 3 | 0 | 3 | 153 | 150 | 3    |
| 16                        | Autriche     | 6  | 2 | 0 | 4 | 174 | 182 | -8   |
| 17                        | Slovénie     | 6  | 1 | 2 | 3 | 148 | 156 | -8   |
| 18                        | Croatie      | 6  | 2 | 0 | 4 | 163 | 150 | 13   |
| 19                        | Tchéquie     | 6  | 2 | 0 | 4 | 138 | 168 | -30  |
| 20                        | Porto Rico   | 6  | 2 | 0 | 4 | 112 | 240 | -128 |
| 21                        | Argentine    | 6  | 2 | 0 | 4 | 148 | 165 | -17  |
| 22                        | Monténégro   | 6  | 1 | 0 | 5 | 145 | 163 | -18  |
| 23                        | Congo        | 6  | 1 | 0 | 5 | 135 | 177 | -42  |
| 24                        | Kazakhstan   | 6  | 1 | 0 | 5 | 128 | 255 | -127 |
|                           |              |    |   |   |   |     |     |      |
| 25                        | Angola       | 7  | 4 | 1 | 2 | 216 | 149 | 67   |
| 26                        | Slovaquie    | 7  | 3 | 0 | 4 | 169 | 172 | -3   |
| 27                        | Tunisie      | 7  | 3 | 0 | 4 | 176 | 186 | -10  |
| 28                        | Cameroun     | 7  | 2 | 0 | 5 | 182 | 226 | -44  |
| 29                        | Paraguay     | 7  | 2 | 0 | 5 | 176 | 236 | -60  |
| 30                        | Ouzbékistan  | 7  | 1 | 0 | 6 | 160 | 299 | -139 |
| 31                        | Iran         | 7  | 1 | 0 | 6 | 112 | 221 | -109 |
| 32                        | Chine        | 5* | 0 | 0 | 7 | 93  | 167 | -74  |

* La Chine n'a joué que 5 matchs, ayant déclaré forfait sur les deux derniers matchs comptabilisés comme une défaite 0-10.

## Statistiques et récompenses
| Toft Lassource Foppa Martín Reistad Zaadi Mørk Meilleure joueuse : Brattset Meilleure buteuse : Hagman               |
| Équipe-type du championnat du monde 2021                                                                             |
| · Toft · Lassource · Foppa · Martín · Reistad · Zaadi · Mørk Meilleure joueuse : Brattset Meilleure buteuse : Hagman |

### Équipe-type
L'équipe-type du tournoi est composée des joueuses suivantes :
- Meilleure joueuse :  Kari Brattset
- Meilleure gardienne de but :  Sandra Toft
- Meilleure ailière droite :  Carmen Martín
- Meilleure arrière droite :  Nora Mørk
- Meilleure demi-centre :  Grâce Zaadi
- Meilleure pivot :  Pauletta Foppa
- Meilleure arrière gauche :  Henny Reistad
- Meilleure ailière gauche :  Coralie Lassource

### Statistiques collectives
- Meilleure attaque :  Pays-Bas (45,0 buts par match)
- Moins bonne attaque :  Iran (16,0 buts par match)
- Meilleure défense :  Danemark (20,1 buts par match)
- Moins bonne défense :  Ouzbékistan (42,7 buts par match)

### Statistiques individuelles
| Rang | Joueuse             | Équipe     | Buts | Tirs | %      | 7m      | MJ | Moy. |
| ---- | ------------------- | ---------- | ---- | ---- | ------ | ------- | -- | ---- |
| 1    | Nathalie Hagman     | Suède      | 71   | 91   | 78,0 % | 21 / 23 | 7  | 10,1 |
| 2    | Alexandrina Barbosa | Espagne    | 44   | 81   | 54,3 % | 6 / 9   | 9  | 4,9  |
| 3    | Nora Mørk           | Norvège    | 43   | 62   | 69,4 % | 18 / 23 | 9  | 4,8  |
| 3    | Elke Karsten        | Argentine  | 43   | 73   | 58,9 % | 19 / 25 | 6  | 7,2  |
| 3    | Patricia Kovács     | Autriche   | 43   | 74   | 58,1 % | 15 / 18 | 6  | 7,2  |
| 3    | Irina Alexandrova   | Kazakhstan | 43   | 87   | 49,4 % | 3 / 4   | 6  | 7,2  |
| 7    | Jovanka Radičević   | Monténégro | 41   | 56   | 73,2 % | 19 / 21 | 6  | 6,8  |
| 7    | Paola Ebanga        | Cameroun   | 41   | 79   | 51,9 % | -       | 7  | 5,9  |
| 9    | Bo van Wetering     | Pays-Bas   | 40   | 50   | 80,0 % | -       | 6  | 6,7  |
| 10   | Albertina Kassoma   | Angola     | 38   | 42   | 90,5 % | -       | 7  | 5,4  |
| 10   | Kari Brattset       | Norvège    | 38   | 46   | 82,6 % | -       | 9  | 4,2  |
| 10   | Henny Reistad       | Norvège    | 38   | 60   | 63,3 % | 3 / 5   | 9  | 4,2  |

| Rang | Joueuse              | Équipe   | %      | Arrêts | Tirs | MJ | Moy. |
| ---- | -------------------- | -------- | ------ | ------ | ---- | -- | ---- |
| 1    | Althea Reinhardt     | Danemark | 50,4 % | 71     | 141  | 9  | 7,9  |
| 2    | Yara ten Holte       | Pays-Bas | 44,4 % | 24     | 54   | 6  | 4,0  |
| 3    | Sandra Toft          | Danemark | 42,6 % | 80     | 188  | 9  | 8,9  |
| 4    | Kristina Graovac     | Serbie   | 40,0 % | 26     | 65   | 6  | 4,3  |
| 5    | Tess Wester          | Pays-Bas | 39,8 % | 72     | 181  | 6  | 12,0 |
| 6    | Marta Alberto        | Angola   | 37,4 % | 43     | 115  | 7  | 6,1  |
| 7    | Mercedes Castellanos | Espagne  | 36,5 % | 50     | 137  | 9  | 5,6  |
| 8    | Silje Solberg        | Norvège  | 36,3 % | 45     | 124  | 8  | 5,6  |
| 9    | Silvia Navarro       | Espagne  | 35,8 % | 64     | 179  | 9  | 7,1  |
| 10   | Johanna Bundsen      | Suède    | 35,7 % | 20     | 56   | 6  | 3,3  |

## Effectifs des équipes sur le podium

### Championne du monde:Norvège
L'effectif de l'équipe de Norvège, championne du monde, est :
- Maren Nyland Aardahl
- Malin Aune
- Kari Brattset
- Stine Bredal Oftedal
- Kristine Breistøl
- Rikke Granlund
- Emilie Hegh Arntzen
- Camilla Herrem
- Moa Högdahl
- Emilie Hovden
- Vilde Ingstad
- Veronica Kristiansen
- Katrine Lunde
- Nora Mørk
- Henny Reistad
- Marit Røsberg Jacobsen
- Sanna Solberg
- Silje Solberg

Entraîneur :  Þórir Hergeirsson

### Vice-champion du monde:France
L'effectif de l'équipe de France, vice-championne du monde, est :
- Orlane Ahanda
- Cléopâtre Darleux
- Béatrice Edwige
- Laura Flippes
- Pauletta Foppa
- Catherine Gabriel
- Laura Glauser
- Lucie Granier
- Tamara Horacek
- Orlane Kanor
- Coralie Lassource
- Kalidiatou Niakaté
- Méline Nocandy
- Estelle Nze Minko
- Oriane Ondono
- Allison Pineau
- Océane Sercien-Ugolin
- Alicia Toublanc
- Chloé Valentini
- Grâce Zaadi

Entraîneur :  Olivier Krumbholz

### Médaille de bronze:Danemark
L'effectif de l'équipe du Danemark, médaille de bronze, est :
- Simone Böhme
- Louise Burgaard
- Emma Friis
- Anne Mette Hansen
- Line Haugsted
- Kathrine Heindahl
- Mie Højlund
- Rikke Iversen
- Trine Jensen
- Kristina Jørgensen
- Anna Kristensen
- Michala Møller
- Lærke Nolsøe
- Simone Petersen
- Althea Reinhardt
- Mia Rej
- Sandra Toft
- Mette Tranborg

Entraîneur :  Jesper Jensen